# Dannyho parťáci
Dannyho parťáci (originální název Ocean's Eleven) je americký film z roku 2001. Jde o remake filmu Dannyho jedenáctka z roku 1960. Režisérem filmu byl Steven Soderbergh a v hlavních rolích jsou George Clooney, Brad Pitt, Matt Damon, Don Cheadle, Andy García a Julia Roberts. Film zaznamenal velký úspěch nejen finančně, ale i u kritiky. Steven Soderbergh režíroval i dvě pokračování, filmy Dannyho parťáci 2 v roce 2004 a Dannyho parťáci 3 v roce 2007.

## Obsazení

### Dannyho parťáci
1. George Clooney jako Danny Ocean
2. Bernie Mac jako Frank Catton
3. Brad Pitt jako Rusty Ryan
4. Elliott Gould jako Reuben Tishkoff
5. Casey Affleck jako Virgil Malloy
6. Scott Caan jako Turk Malloy
7. Eddie Jemison jako Livingston Dell
8. Don Cheadle jako Basher Tarr
9. Shaobo Qin jako "The Amazing" Yen
10. Carl Reiner jako Saul Bloom
11. Matt Damon jako Linus Caldwell

### další
- Andy García jako Terry Benedict
- Julia Roberts jako Tess Ocean

### malé role
- Pět televizních herců mělo ve filmu cameo a hráli sami sebe ve scéně, když je Rusty učil hrát poker:
  - Holly Marie Combs
  - Topher Grace
  - Joshua Jackson
  - Barry Watson
  - Shane West
- Steven Soderbergh jako jeden z bankovních zlodějů s Basherem
- Siegfried a Roy hrají sami sebe
- Wayne Newton hraje sám sebe
- Henry Silva a Angie Dickinson hrají sami sebe (oba se objevili v původním filmu z roku 1960)
- Wladimir Klitschko hraje sám sebe
- Lennox Lewis hraje sám sebe
- Jerry Weintraub jako gambler

## Přijetí
Film získal hodnocení 81% na webu Rotten Tomatoes. Lidé film popsali jako „čistou zábavu od začátku do konce“ a zahrnuli ho do seznamu Nejlepší na filmovém plátně na konci roku. Redaktor Time, Richard Corliss zkritizoval film tím, že řekl, že mu „nenabídl příliš mnoho“. V hlasování během listopadu 2008 se Dannyho parťáci umístili na 500. místě v žebříčku časopisu Empire magasine s názvem 500 nejlepších filmů.
Don Cheadle pro svou roli musel mluvit s akcentem cockney; kritikům se velice nelíbil a jeho přízvuk označili jako jeden z nejhorších ve filmech. On na to řekl: "Moji britští přátelé mi po zhlédnutí filmu řekli, že mám opravdu mizerný. Víte, opravdu jsem na tom přízvuku pracoval. Jel jsem do Londýna, mluvil s lidmi, snažil se to poznat…moje agentka řekla, že byl dobrý, takže je mi tohle celé docela líto. I přes to, že se mi asi každý směje. A tak jsem ji samozřejmě vyhodil."

## Tržby
Film měl rozpočet 85 milionů dolarů. Za první víkend v kinech vydělal po Americe 38 milionů dolarů a stal se tím nejúspěšnějším filmem víkendu. Film vydělal celkem 183 417 150 dolarů ve Spojených státech, mimo Spojené státy 267 311 379 dolarů a celosvětově tedy 450 728 529 dolarů.